# Straßenbahn Orléans
Die Straßenbahn Orléans (französisch Tramway d’Orléans) ist ein Straßenbahnbetrieb in der französischen Stadt Orléans, welcher in den letzten Jahren eine Renaissance erlebte. Das erste Netz in Orléans bestand zwischen 1877 und 1938. Seit dem Jahr 2000 durchquert wieder eine Straßenbahnlinie die Stadt, eine weitere folgte im Juni 2012. Betreibergesellschaft war bis Dezember 2011 die SETAO (Société d’exploitation des transports de l’agglomération Orléanaise). Seitdem betreibt Keolis Orléans Val de Loire das Verkehrsnetz bestehend aus der Straßenbahn und Bussen, welches unter dem Namen TAO (Transports de l’agglomération orléanaise) vermarktet wird. Im Oktober 2024 wurde in einem Nachfolgevertrag Keolis für weitere sechs Jahre mit der Organisation und Durchführung des ÖPNV in der Metropolregion Orléans beauftragt.

## Die historische Straßenbahn
Orléans besaß bereits Ende des 19. Jahrhunderts eine Straßenbahnstrecke, die zunächst als Pferdebahn betrieben wurde. Am 6. Mai 1877 wurde sie eröffnet und führte im Juni des folgenden Jahres bereits mit 4,1 Kilometer Länge von Les Aydes im Norden der Stadt bis an die südliche Stadtgrenze. 1897 wurde sie über Les Aydes hinaus bis Bel Air verlängert, 1899 dann in südlicher Richtung bis zur Loiret-Brücke Pont d’Olivet – und zugleich elektrifiziert. Am 28. Juni 1899 wurde sie als 8,5 Kilometer lange, regelspurige elektrische Straßenbahn erneut in Betrieb genommen.
Zwischen 1903 und 1909 kamen drei weitere Strecken bzw. Linien hinzu:
- Linie 2: Vorstadt Madeleine – Place du Martroi – Bahnhof – Saint-Vincent (6,7 km)
- Linie 3: Vorstadt Bourgogne – Place du Martroi – Vorstadt Saint-Jean (5,9 km)
- Linie 4: Friedhof – Bahnhof – Place du Martroi – Botanischer Garten (4,8 km)

Bereits 1909 hatte das so entstandene Netz seine größte Ausdehnung mit vier Strecken bei einer Gesamtstreckenlänge von 26 Kilometer erreicht. Die Strecken waren eingleisig mit Ausweichstellen. An der in der nördlichen Innenstadt gelegenen Place du Martroi trafen sich alle Linien. Der Betriebshof und das Kraftwerk lagen an der Rue du Faubourg Bannier.
1921 wurde die Linie 4 wieder eingestellt, im Dezember 1934 dann die Linie 1. 1938 kaufte die Stadt die Betreibergesellschaft und stellte am 31. März jenes Jahres den Straßenbahnbetrieb ein.

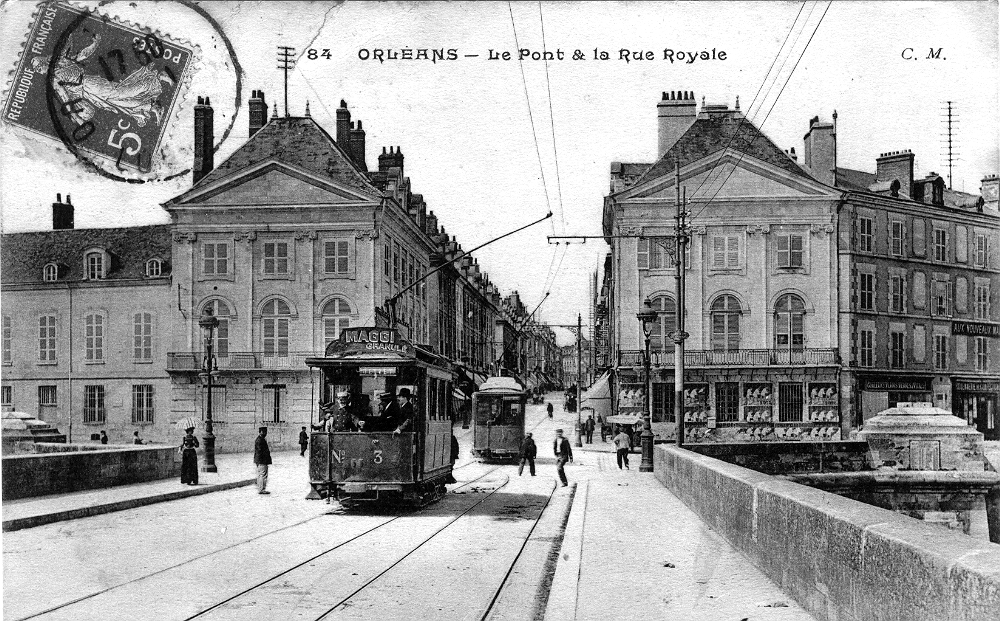
Triebwagen auf der Brücke Pont George V über die Loire, im Hintergrund die abschüssige Rue Royale
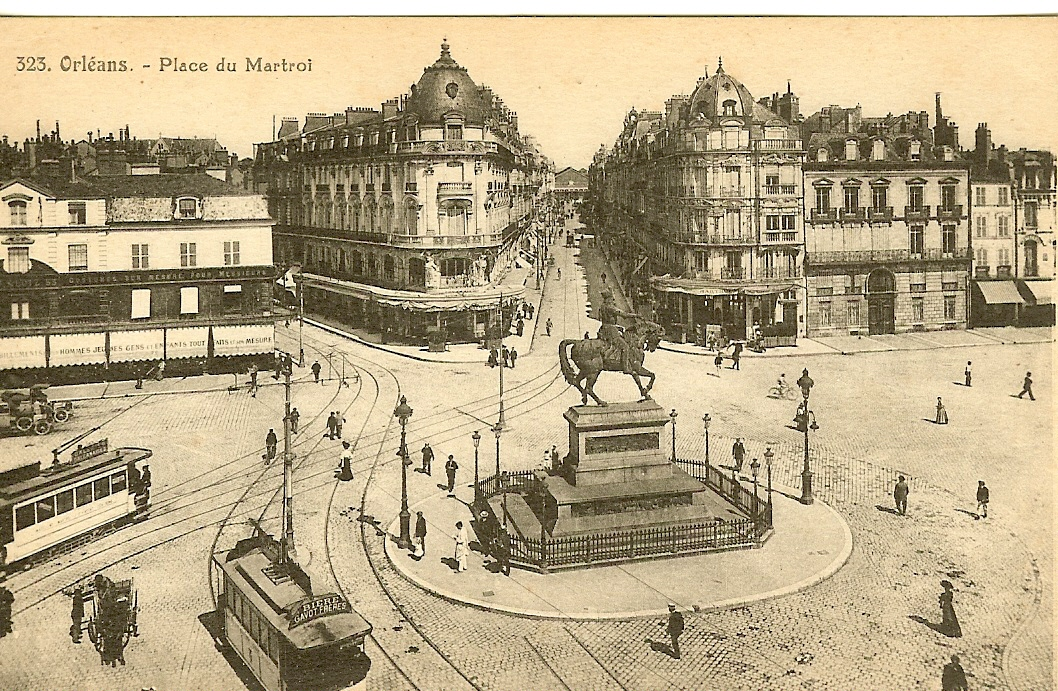
Knotenpunkt Place du Martroi
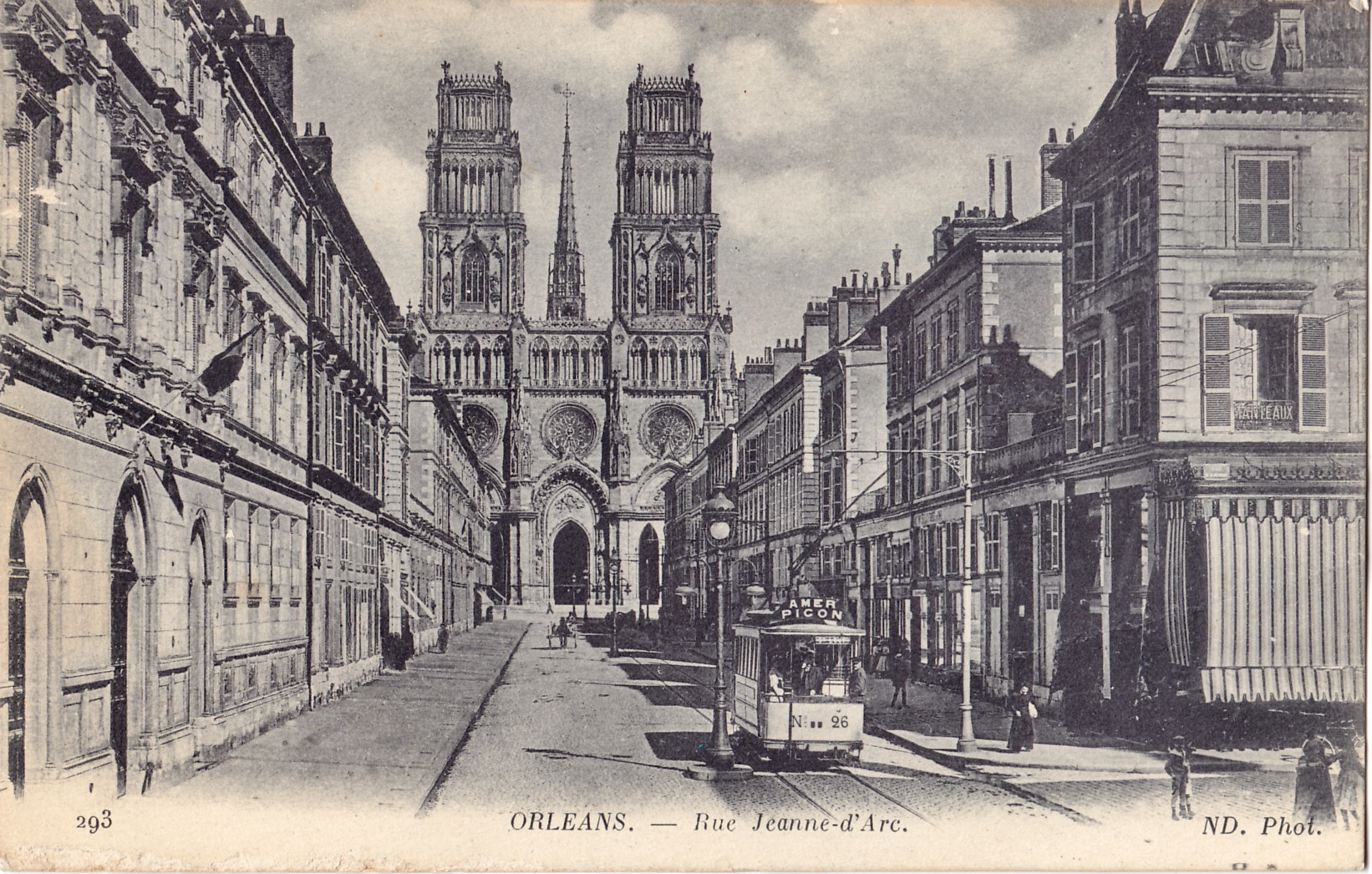
Die Rue Jeanne d’Arc endet an der Kathedrale, heute liegt dort statt der Oberleitung eine Stromschiene
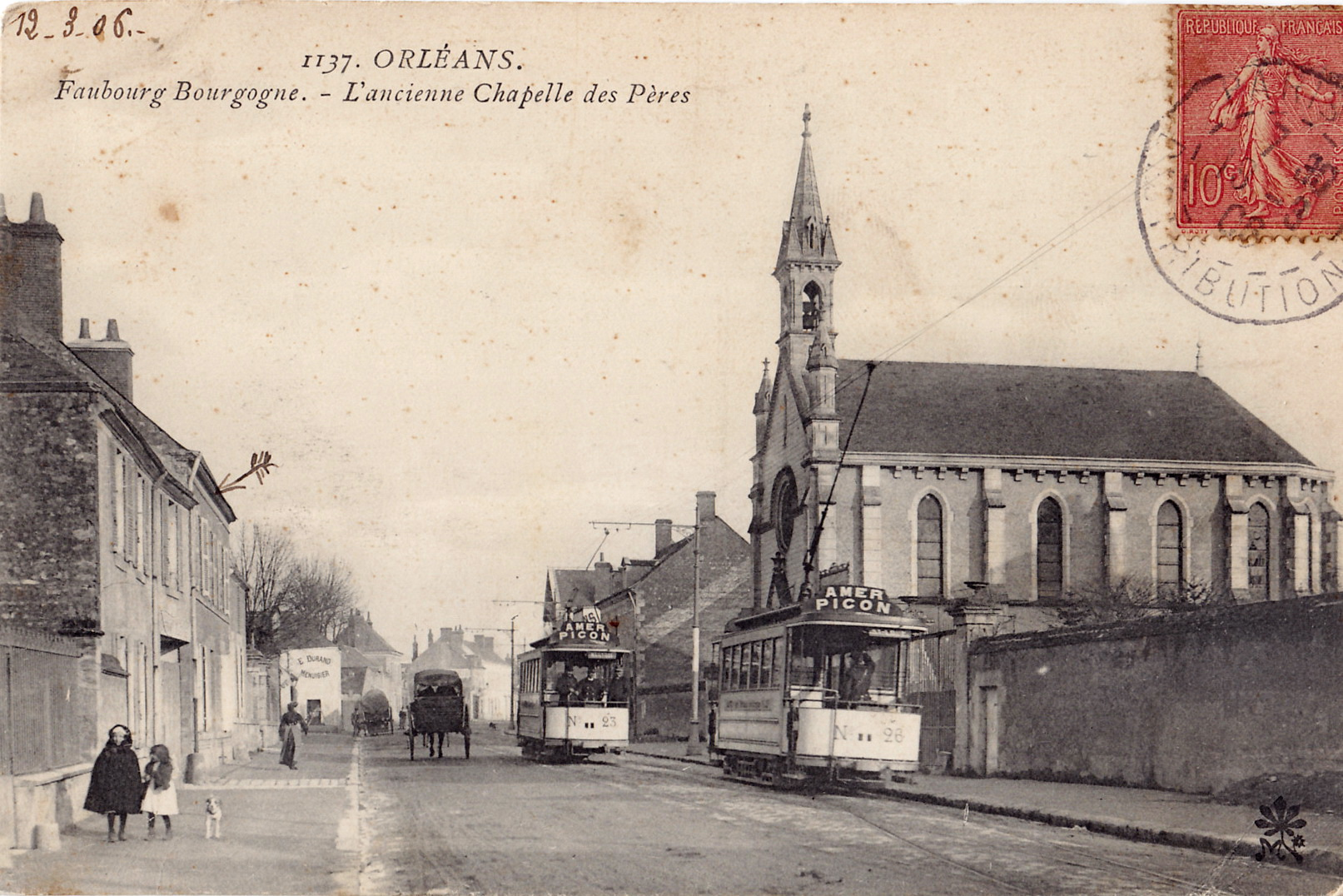
Ausweichstelle in der Vorstadt Bourgogne, 1906

## Die neue Straßenbahn seit 2000

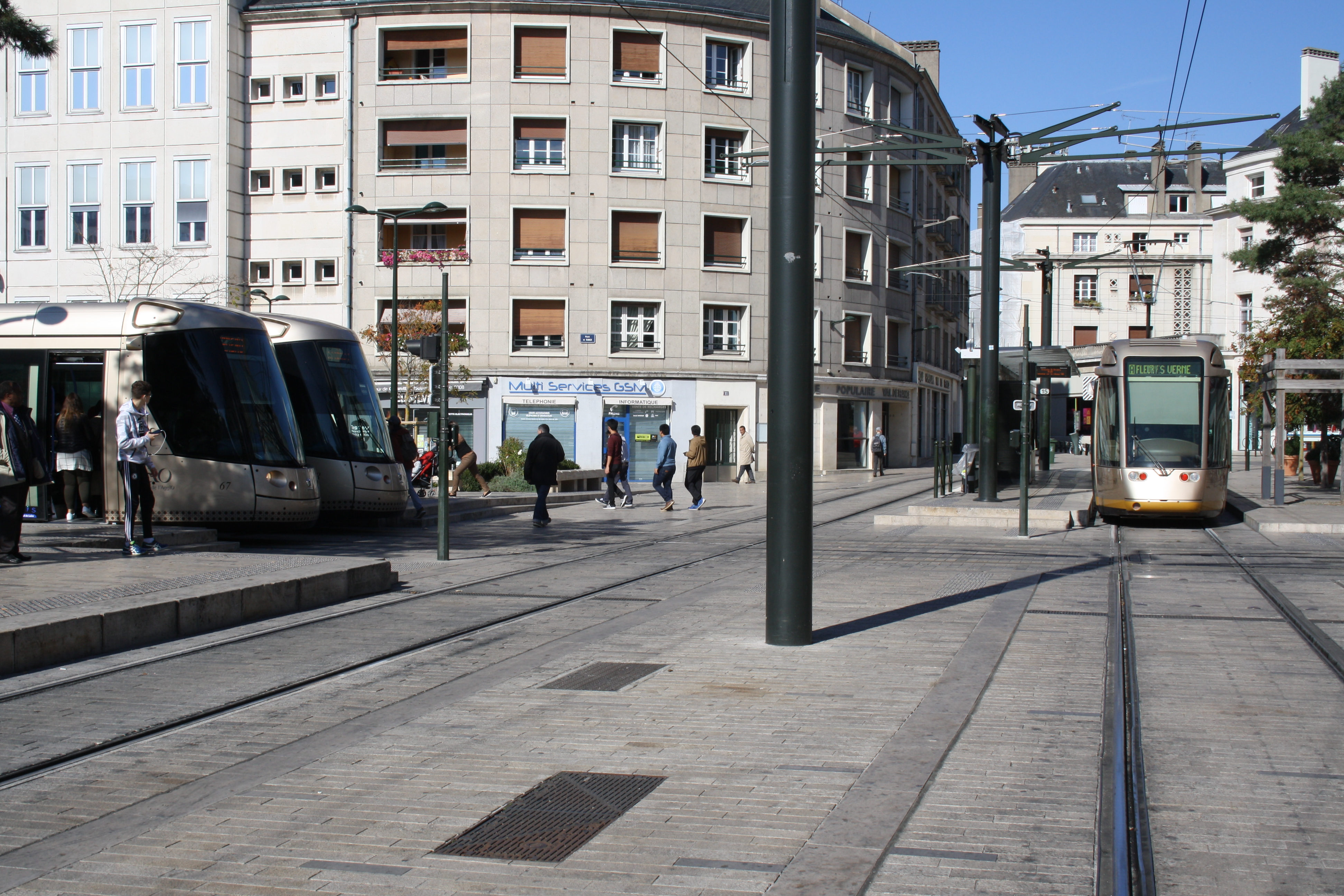
Citadis 301 der Linie A unter Fahrleitung an der Place du Général de Gaulle, auf der dort kreuzenden Linie B stehen zwei Citadis 302 im Stromschienenbetrieb

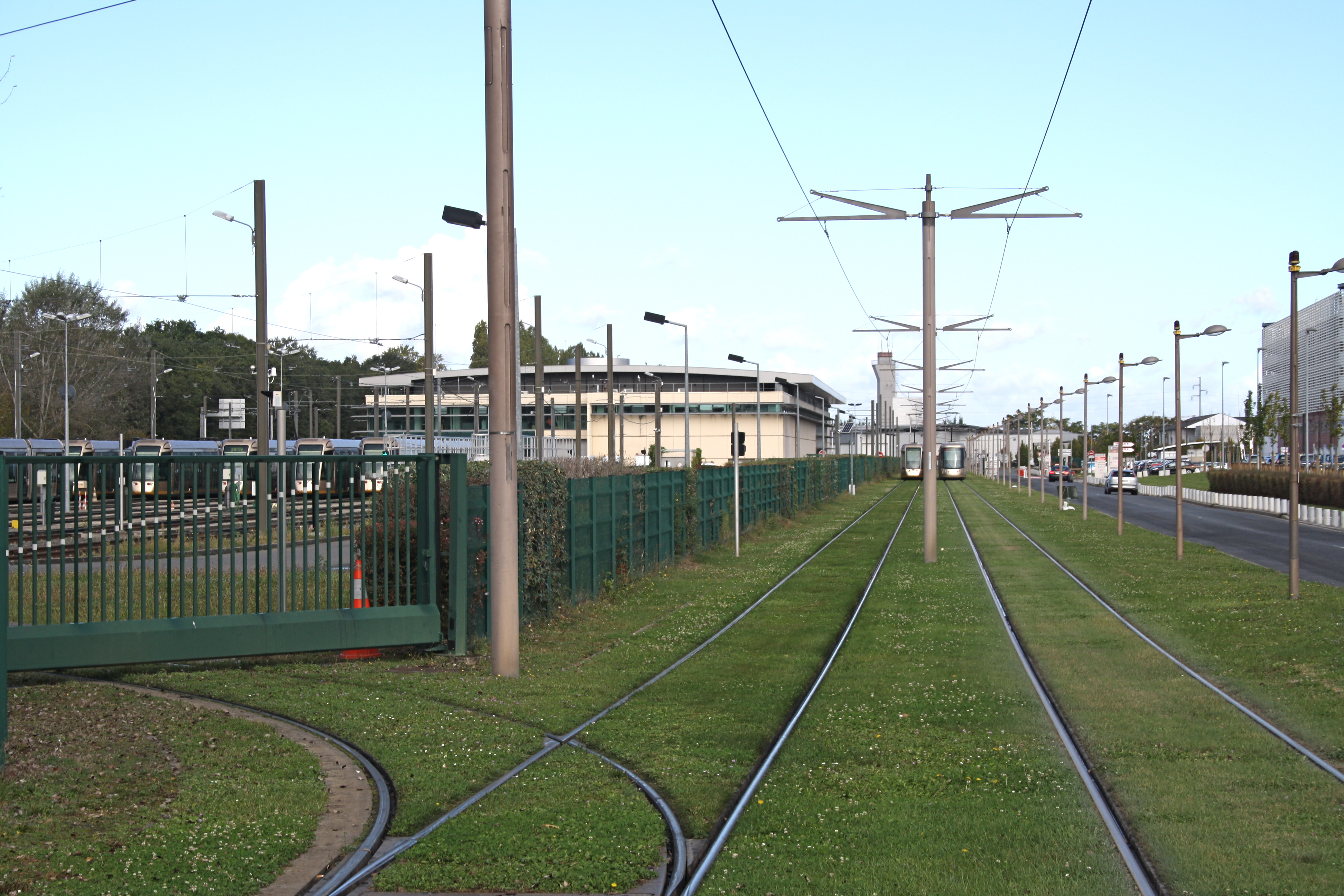
Betriebshof (links) und Rasengleis zur Endhaltestelle Hôpital de La Source

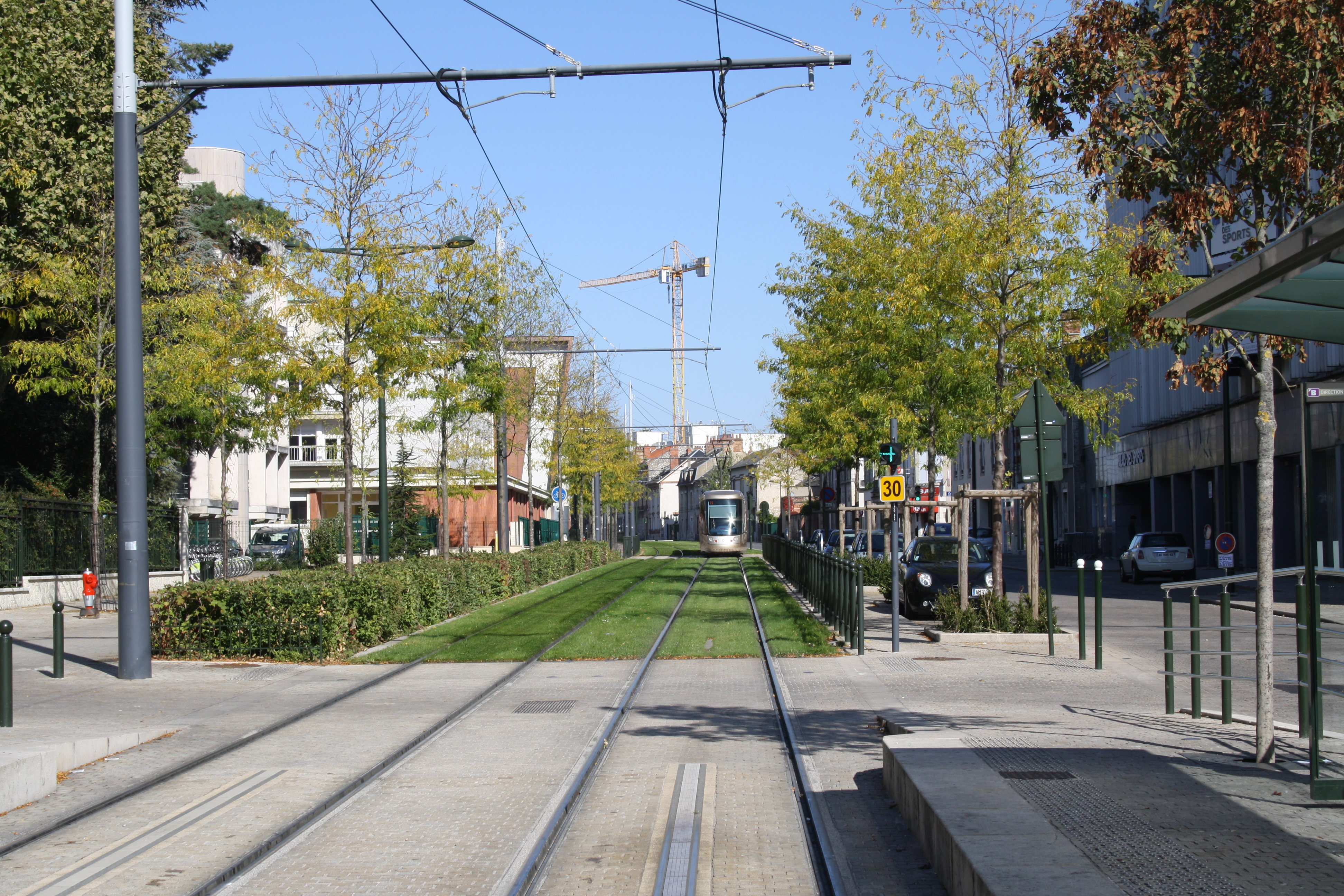
Systemwechselstelle der Linie B an der Haltestelle Eugène Vignat, zwischen den Schienen liegen die Stromschienen

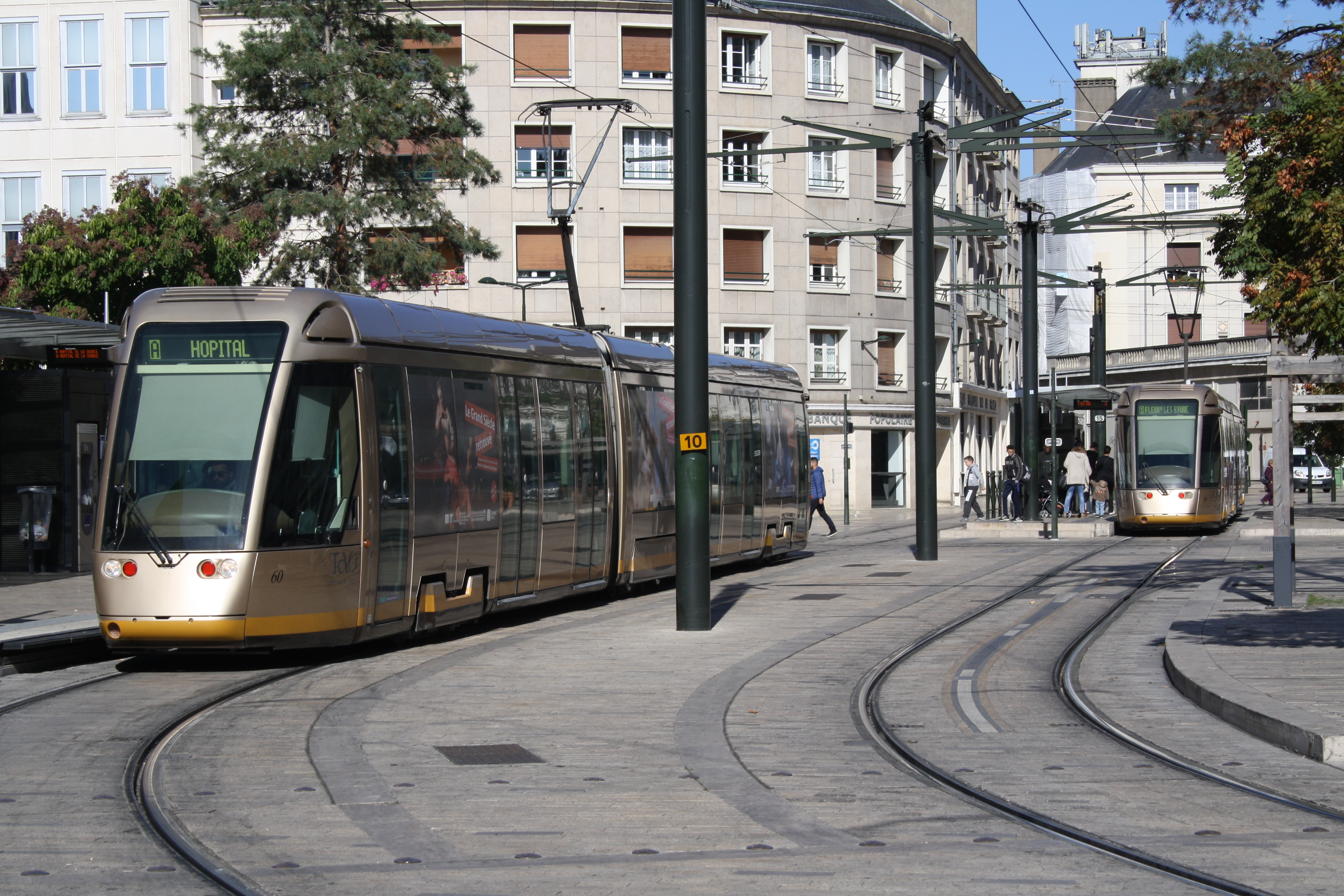
Zwei Citadis 301 auf der Linie A (Place du Général de Gaulle), im rechten Gleis beginnt eine Stromschiene für die nach rechts abzweigende eingleisige Verbindung zur Linie B

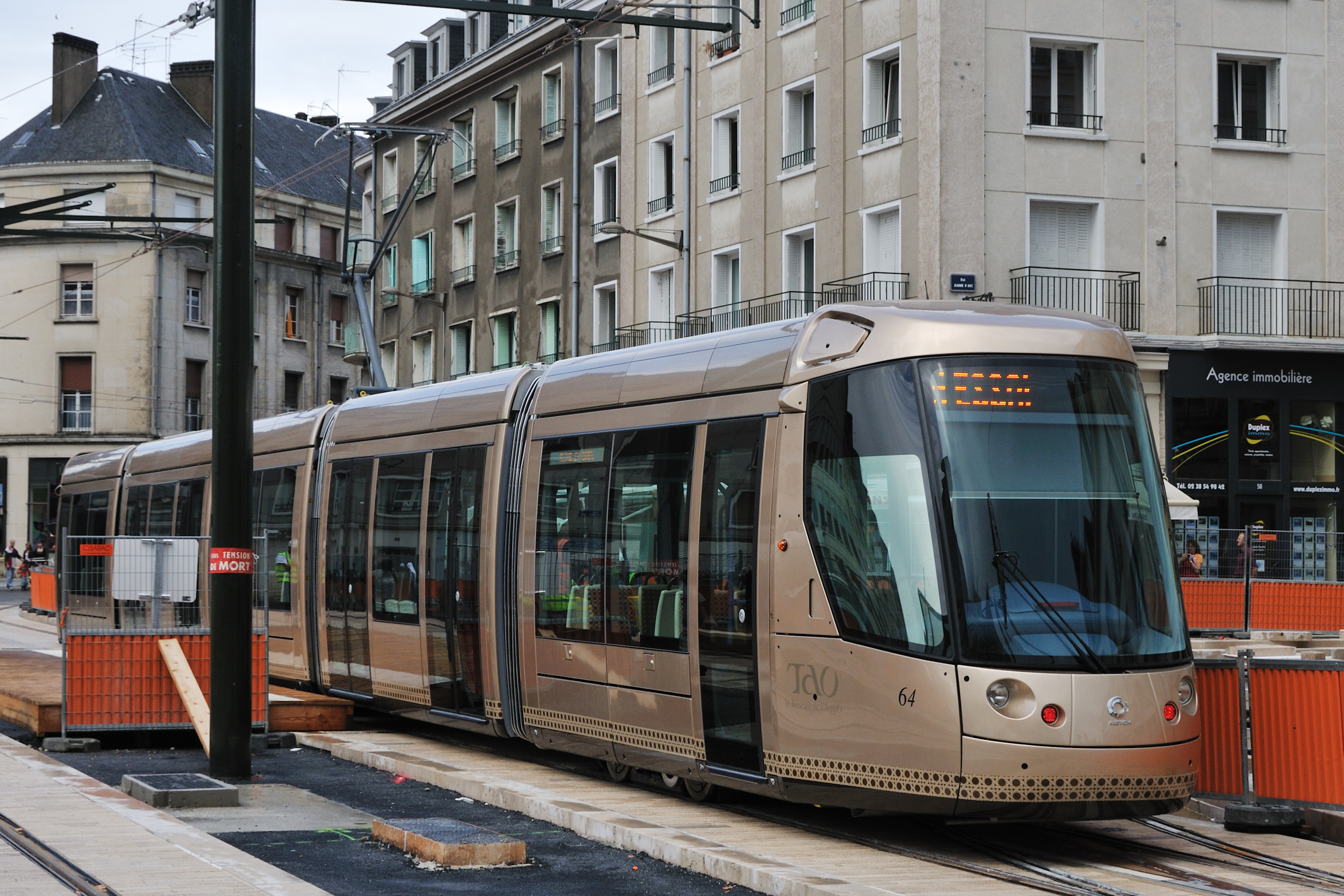
Citadis 302 der Linie B auf Probefahrt

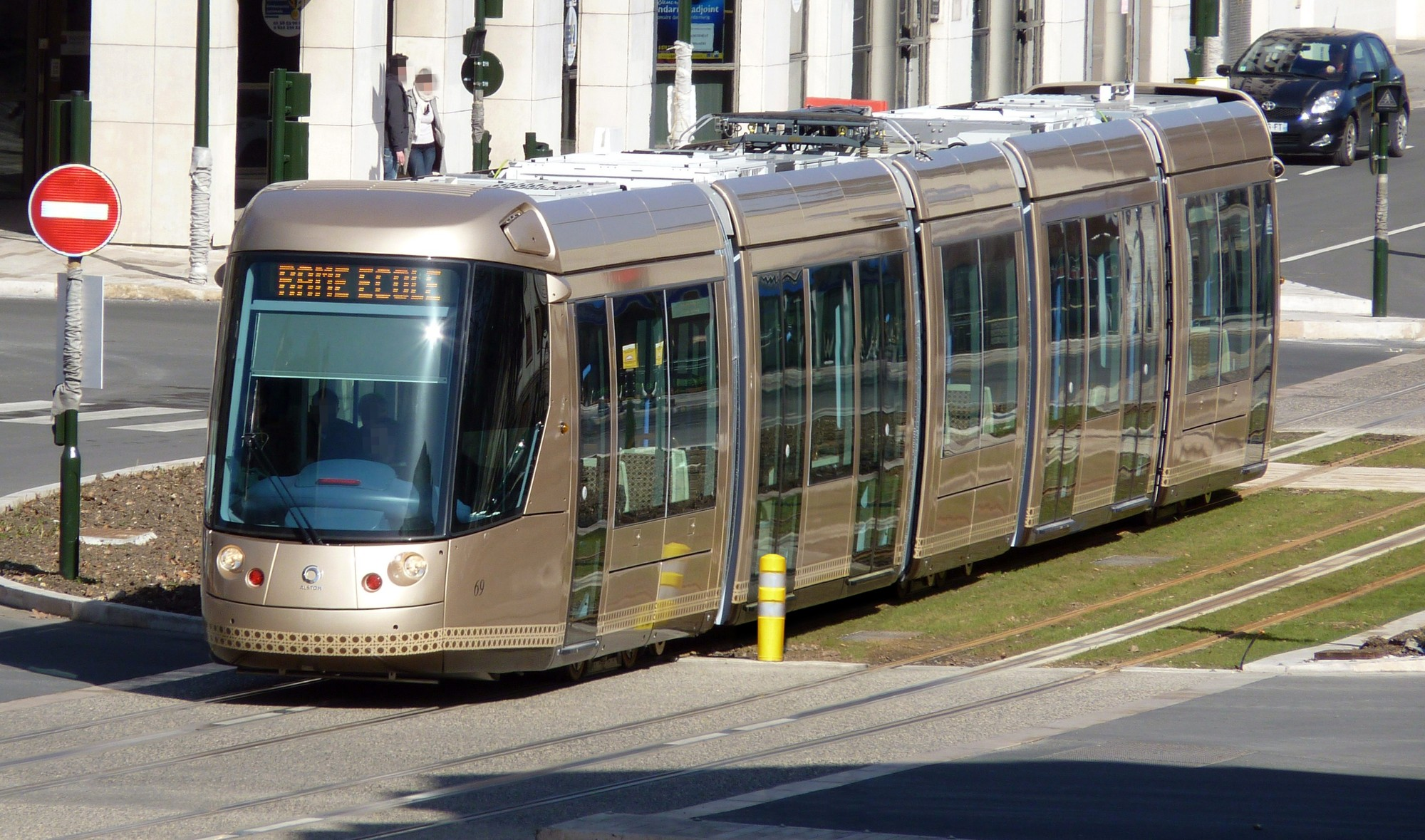
Citadis 302 auf der Place Halmagrand, Stromversorgung über die Stromschiene bei abgesenktem Dachstromabnehmer

In den 1990er-Jahren tauchte die Idee zur Wiedereinführung der Straßenbahn auf. 1995 wurde begonnen, die bisherigen Planungen zu konkretisieren und in die Tat umzusetzen. Nachdem im Juli 1998 der öffentliche Nutzen für das Projekt (Déclaration d’utilité publique) festgestellt wurde, konnte mit dem Bau begonnen werden. Seit dem 27. November 2000 fährt wieder eine Straßenbahn in Orléans, zunächst auf der Linie A.

### Linie A
Die Linie A durchquert die Stadt in Nord-Süd-Richtung und verbindet die Endstation Jules Verne im Ort Fleury-les-Aubrais mit dem Hôpital de La Source im südlichen Stadtteil Orléans-La Source. Sie bedient dabei den im Norden der Stadt gelegenen Fernbahnhof Gare des Aubrais, den innerstädtischen Kopfbahnhof Gare d’Orléans, die Innenstädte von Orléans und Olivet sowie das Universitätsgelände der Universität Orléans als auch das Krankenhaus Hôpital de La Source im Süden. Die Loire überquert die Straßenbahn auf der Brücke Pont George V.
Auf einer Streckenlänge von 18 Kilometern verfügte die Linie A ursprünglich über 24 Haltestellen, bei sechs von ihnen wurden P+R-Parkplätze errichtet, welche das Umsteigen auf die Straßenbahn erleichtern.
Zwischenzeitlich kamen drei weitere Haltestellen hinzu: Mit der Eröffnung des Klinikums Hôpital de la Source im Jahr 2015 entstand eine neue Endstation im Süden. Sie trägt den gleichen Namen wie das Klinikum. Im August 2019 wurde sogar zwei neue Stationen In Betrieb genommen: Larry – Saint Fiacre liegt zwischen den Stationen Victor Hugo und Les Aulnaies. Im Neubaugebiet Larry, Gemeinde Olivet, siedelten sich neue Gewerbebetriebe an und es wurde auch neuer Wohnraum geschaffen. In der Nähe der Stadtgrenze nach Olivet wurden auf dem Gebiet der Stadt Orléans das alte Messegelände durch neue Messe- und Veranstaltungshallen ersetzt. Gleichzeitig entstand auch eine neue Straßenbahnhaltestelle mit dem Namen CO'Met, welche ebenfalls im August 2019 in Betrieb ging. Die nur rund 650 m weiter südlich gelegene Haltestelle Zénith – Parc des Expositions wurde umbenannt in Zénith.
Die Stromversorgung erfolgt über eine Oberleitung, die mit 750 V Gleichstrom gespeist wird. Der Betriebshof befindet sich in der Nähe der Haltestelle Hôpital de La Source. Er ist mit einer Waschanlage, einer Werkstatt und einer Abstellanlage ausgestattet.

### Linie B
Nach langen Überlegungen wurde im Frühjahr 2007 ein öffentliches Anhörungsverfahren (Enquête publique) durchgeführt, welches sich für den Bau einer zweiten Straßenbahnlinie in West-Ost-Richtung durch die historische Innenstadt aussprach. Im Januar 2008 wurde dann auch der öffentliche Nutzen für das Projekt bestätigt, sodass mit den Bauarbeiten begonnen werden konnte. Im September 2008 wurde von der Europäischen Investitionsbank (EIB) für den Ausbau ein Darlehen in Höhe von 175 Millionen Euro bewilligt.
Die neue Linie wird unter dem Namen CLEO (Concevoir la liaison Est-Ouest de l’agglo orléanaise – Errichtung einer West-Ost-Verbindung in der Agglomeration Orléans) vermarktet.

#### Streckenverlauf
Die Linie B verläuft in Ost-West-Richtung nördlich der Loire und in etwa parallel zu dieser und verknüpft vier Gemeinden auf einer Strecke von 11,8 Kilometer miteinander. Dabei wurden 25 Haltestellen und sechs P+R-Plätze errichtet. Die Linie verläuft zu 90 % auf eigenem Gleiskörper, wobei ein Großteil der Strecke, nämlich die Abschnitte westlich der Haltestelle Pont de l’Europe und östlich der Station Halmagrand, als Rasengleis ausgeführt ist.
In La Chapelle-Saint-Mesmin liegt die westliche Endstation Georges Pompidou. Sie besitzt 170 Parkplätze, womit Pendler aus dem westlichen Umland zum Umsteigen auf die Straßenbahn bewogen werden sollen. Außerdem entsteht ein Verknüpfungspunkt mit dem Busnetz.
Die Gemeinde Ingré wird nur auf einer Strecke von 300 Metern Länge von den Straßenbahnen der Linie B durchfahren. Sie wird durch die Haltestelle Trois Fontaines der Nachbargemeinde bedient.
Saint-Jean-de-la-Ruelle besitzt vier Haltestellen: Trois Fontaines, Martin Luther King, Rol Tanguy, Pont de l’Europe. Zwei dieser Haltestellen besitzen Park-and-ride-Parkhäuser.
Im Stadtgebiet von Orléans hat die Linie B vierzehn Haltestellen: Porte Dunoise, Beaumonts, Madeleine, Croix Morin, De Gaulle (Umstieg in die Linie A), Jeanne d’Arc, Cathédrale-Hôtel de Ville, Halmagrand, Eugène Vignat, Guy Marie Riobé, Droits de l’Homme, Mozart, Grand Villiers und Ambert. Mit den beiden Haltestellen Jeanne d’Arc und Cathédrale-Hôtel de Ville wird auch das historische Zentrum wieder vom ÖPNV bedient.
In Saint-Jean-de-Braye liegen die Stationen Gaudier-Brzeska, Pont Bordeau, Verville, Clos de l’Arche und Léon Blum-Mairie, mit Umsteigemöglichkeit zu den Bussen. Auch die östliche Endhaltestelle Clos du Hameau ist mit einer P+R-Anlage ausgestattet. In Saint-Jean-de-Bray befindet sich auch das Straßenbahndepot der Linie B.
Im historischen Stadtzentrum konnte durch Anwendung des APS-Systems (im Boden versenkte Stromschiene) zwischen den Haltestellen Madeleine und Eugène Vignat auf die Installation einer Oberleitung verzichtet werden. Die Haltestelle De Gaulle der Linie A am westlichen Ende der Rue Jeanne d’Arc wurde zum Umsteigeknoten zwischen den beiden Linien umgebaut, dort wurde zudem ein Verbindungsgleis zwischen den beiden Strecken angelegt. Die Gesamtkosten des Projekts betrugen 395 Millionen Euro. Die offizielle Eröffnung fand am 29. Juni 2012 statt.

#### Betriebsaufnahme
Der Probefahrten auf der neuen Strecke begannen am 15. Oktober 2011 zwischen den Haltestellen Ambert in Orléans und Gaudier-Brzeska in Saint-Jean-de-Braye. Auf diesem 533 Meter langen Streckenabschnitt sollte das Fahrverhalten der einzelnen Garnituren, z. B. beim Beschleunigen und Abbremsen, geprüft werden. Die offizielle Eröffnung fand am 29. Juni 2012 statt, einen Tag später wurde der fahrplanmäßige Betrieb aufgenommen.

## Rollmaterial
Zum Einsatz kommen 22 Fahrzeuge des Typs Citadis 301 und 21 Wagen des Typs Citadis 302 des Herstellers Alstom.
Die Citadis 301 wurden für den Betrieb der Linie A bestellt und verkehren auf dieser seit dem 20. November 2000. Sie sind 29,9 Meter lang und 2,32 Meter breit. Aufgrund der fehlenden APS-Ausrüstung können sie nicht auf der Linie B verkehren.
Für die Linie B bestellte Keolis Orléans Val de Loire 21 Citadis 302, welche etwas länger (32,3 Meter) und breiter (2,40 Meter) als die Citadis 301 sind. Außerdem verfügen sie über ein abgewandeltes Kopfdesign und über das APS-System. Einsetzbar sind sie auf beiden Linien. Eine Citadis 302 Einheit kostet 2,05 Millionen Euro.

## Betriebszeiten
Die Linie A verkehrt ab 4 Uhr morgens bis 00:40 Uhr, sonntags ab 06:40 Uhr. Die Linie B wird jeweils von 04:30 Uhr morgens bis 00:15 Uhr, sonntags ab 7 Uhr, betrieben. Montags bis freitags fahren die Bahnen alle 6–8 Minuten, samstags alle 8–10 Minuten, sonn- und feiertags alle 15–30 Minuten.